# 賓杜拉
賓杜拉（英語：Bindura）是津巴布韋的城鎮，也是中馬紹納蘭省的首府，位於首都哈拉雷東北88公里，該地區大量種植棉花和玉米，海拔高度1,110米，年均降雨量830毫米，2012年人口46,275。